# Paul Laband
Pour les articles homonymes, voir Laband.
Paul Laband, né à Breslau le 24 mai 1838 et mort à Strasbourg le 23 mars 1918, est un professeur de droit public prussien.

## Biographie
Paul Laband naît le 24 mai 1838 à Breslau. De 1855 à 1858, il étudie le droit à Breslau, Heidelberg et Berlin. D'origine juive, il se fait baptiser en 1857. En 1858, il soutient, à Berlin, une thèse en droit privé romain. En 1861, après avoir soutenu une thèse d'habilitation en histoire du droit germanique, il est nommé privat-docent à Heidelberg. Trois ans plus tard, en 1864, il devient professeur extraordinaire à Königsberg. En 1886, il y devient professeur ordinaire. En 1872, il est nommé professeur à l'Université de Strasbourg, où il reste volontairement jusqu'à son départ à la retraite. En mai 1880, il est nommé membre du Conseil d'État (Staatsrat) d'Alsace-Lorraine. Il devient également membre de la Première Chambre du Landtag.
Il repose au cimetière de Cronenbourg.

## Honneurs et distinctions
Laband reçut de l'empereur le titre d'Excellence et fut décoré de l'Ordre de la Couronne Royale de Première classe.
De son vivant, un quai de Strasbourg porta son nom : le Labandstade, aujourd'hui quai Rouget de Lisle.

## Œuvre
- Beiträge zur Kunde des Schwabenspiegels, Berlin, 1861
- Das Magdeburg-Breslauer systematische Schöffenrecht, Berlin, 1863
- Jura Prutenorum, Königsberg, 1866
- Magdeburger Rechtsquellen, Königsberg, 1869
- Die vermögensrechtlichen Klagen nach den sächsischen Rechtsquellen des Mittelalters, Königsberg, 1869
- Das Budgetrecht nach den Bestimmungen der preußischen Verfassungsurkunde, Berlin, 1871
- « Das Finanzrecht des Deutschen Reichs », dans Hirths, Annalen, 1873
- Das Staatsrecht des Deutschen Reichs en trois tomes, Tübingen, 1876–1882
- « Verkürzte Darstellung des Staatsrechts des Deutschen Reiches », dans Marquard, Handbuch des öffentlichen Rechts der Gegenwart, Tübingen, 1883
- Die Wandlungen der deutschen Reichsverfassung, Dresden 1895
- Der Streit über die Thronfolge im Fürstentum Lippe, Berlin, 1896

### Ouvrages traduits en français
- Le droit public de l'Empire allemand, Paris, V. Giard et E. Brière, coll. Bibliothèque internationale de droit public, 1900-1904 :
  - Tome I : Formation de l'Empire allemand : l'Empire et les Etats particuliers, l'Empereur, le Bundesrath, le Reichstag, préf. de Ferdinand Larnaude, trad. de Camille Gandilhon Gens-d'Armes, 1900 ;
  - Tome II : Autorités et fonctionnaires de l'Empire, la législation de l'Empire, les traités internationaux, l'administration, la situation de l'Alsace-Lorraine dans l'Empire, les protectorats allemands, trad. de Camille Gandilhon Gens-d'Armes et de Th. Lacuire, 1901 ;
  - Tome III : Affaires étrangères, voies de communication, affaires intérieures. Traduction de Camille Gandilhon Gens-d'Armes et Amédé Vulliod. - 1902 ;
  - Tome IV : Les Assurances ouvrières contre la maladie, les accidents, l'invalidité et la vieillesse, l'organisation judiciaire de l'Empire, trad. de Camille Gandilhon Gens-d'Armes et Jadot, 1903 ;
  - Tome V : La force armée de l'Empire allemand, trad. de Savinien Bouyssy, 1903 ;
  - Tome VI : Les finances de l'Empire allemand et table alphabétique générale, trad. de Savinien Bouyssy, 1904.